# St.-Annen-Kirche (Berlin-Lichterfelde)
Die St.-Annen-Kirche im Bezirk Steglitz-Zehlendorf, Ortsteil Berlin-Lichterfelde, ist eine nach Plänen der Architekten Siegfried Lukowski und Carl Anton Meckel in den Jahren 1932 bis 1936 errichtete katholische Kirche. Das denkmalgeschützte Gotteshaus ist eine dreischiffige Basilika im Stil der Heimatschutzarchitektur mit historisierenden Anklängen an Romanik und Gotik. Die Kirche bietet Platz für 150–200 Menschen.

## Geschichte
Die aus Schlesien, Ostpreußen und anderen Gebieten nach Groß-Lichterfelde zugezogenen katholischen Christen gründeten am 1. Oktober 1930 eine eigene Kirchengemeinde, einige Zeit später einen Kirchenbauverein. Zunächst wurde der Gottesdienst in der Kapelle des gerade neu eröffneten St.-Ludwig-Altersheimes in der heutigen Klingsorstraße 119 gefeiert.
Am 14. Juni 1936 fand die Konsekration der Kirche statt.
Die St.-Annen-Kirche wurde im Zweiten Weltkrieg durch Brandbomben und Sprengbomben schwer beschädigt. Bis zum Wiederaufbau der Kirche fand der Gottesdienst im Pfarrsaal und in Nebenräumen statt. Die Wiedereinweihung der Kirche St. Annen erfolgte am 17. März 1946.
In dem Roman Die Berlinreise von Hanns-Josef Ortheil findet ein Gottesdienst in der Annenkirche statt. Der Eschatologe Kurt Anglet ist Kaplan der zugehörigen Gemeinde.

## Lage und Architektur
Die St.-Annen-Kirche erstreckt sich traufständig zum Gardeschützenweg. Sie wurde als Basilika in der Tradition der Neuromanik ausgelegt. Sie hat ein großes hohes Mittelschiff mit zwei schmalen Seitenschiffen in geringerer Höhe. Durch die rundbogigen Obergaden und das große Rundfenster in der Ostwand dringt das Tageslicht ins Innere. Auch die Seitenschiffe haben kleine Rundbogenfenster. Die Seitenschiffe haben eine flache Holzdecke, beim Mittelschiff ist die Holzdecke in der Form eines trapezförmigen Tonnengewölbes über sichtbaren horizontalen Querbalken und senkrecht darauf stehenden Stützbalken angebracht. Im Bereich der rechteckigen Apsis hat die Kirche ein kleines Querschiff, das Platz für eine Kapelle neben dem Altarraum gab. Inzwischen steht dort der Spieltisch der Orgel. Darüber liegt ein offener Raum, in dem sich die Orgel aus der Nachkriegszeit befindet. Auf quadratischem Grundriss vor dem Querschiff erhebt sich der Glockenturm bis über die Höhe des Dachfirstes. Über einem Fries steht ein eingezogenes viereckiges Geschoss mit abgeschrägten nach innen gewinkelten Ecken, auf jeder Seite eine rundbogige Schallöffnung. Ein weiteres eingezogenes achteckiges Geschoss endet in einem spitzen Zeltdach. Ein Gebäudetrakt mit zwei Portalen verbindet das Pfarrhaus mit dem rechten Seitenschiff der Kirche. Die Fenster und Portale sind bogenförmig gestaltet. Das ganze Gebäudeensemble ist ein mit dunkelroten Backsteinen verblendeter Mauerwerksbau.
Dem Querschiff gegenüber befindet sich die Sakristei. Der Altarbereich wird vom Mittelschiff durch einen schmalen Triumphbogen getrennt. Die Taufkapelle mit ihren fünf Wänden und Rundbogenfenstern in Spitzbogennischen auf oktogonalem Grundriss liegt nahe am Eingangsbereich.

## Ausstattung

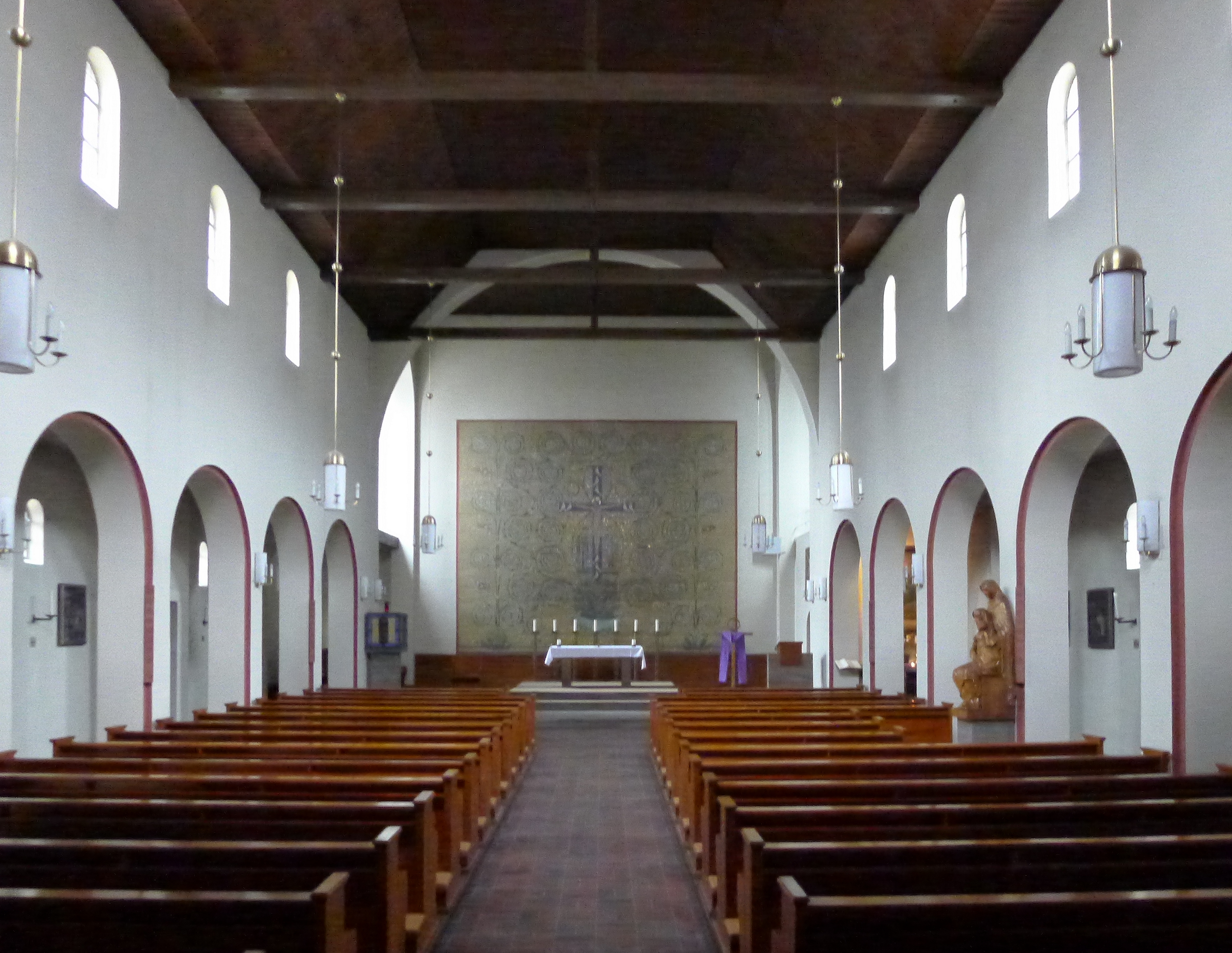
Inneres

Die Ausstattung der St.-Annen-Kirche entstammt unterschiedlichsten Zeiten. Zur Anfangsausstattung gehörte der Tabernakel im Stil der Beuroner Kunstschule, der seitlich im Altarraum steht. Er befand sich ursprünglich mitten auf dem Hochaltar, der von einem Kreuz bekrönt wurde. Die Taufkapelle mit dem spätgotisch gestalteten Taufbecken stammt ebenfalls noch aus der Erstausstattung. Die Kreuzweg-Bilder von Hans Breinlinger erhielt die Kirche in den 1940er Jahren.
Im Turm hängt eine Bronzeglocke, die 1935 von Franz Schilling gegossen wurde. Sie hat einen Durchmesser von 89 cm, eine Höhe von 74 cm und wiegt 600 kg. Ihr Schlagton ist a′′. In der Schulter trägt sie die Inschrift: „EN! PIOS VOCOPASTORIS BONI LOCO! PIUS.“
1972 wurde der Altarbereich umgestaltet. Er erhielt drei Stufen, einen Volksaltar und einen Ambo. Nach der Liturgiereform des Zweiten Vatikanischen Konzils wurden die Kommunionbänke aus der Kirche entfernt. Die große Giebelwandfläche hinter dem Altar war im Laufe der Zeit immer wieder umgestaltet worden. 1972 wurde die hölzerne Skulptur der Anna selbdritt vor die Altarwand gestellt. 1978 kam das etwa vier Meter große schlichte Holzkreuz mit breitem Querbalken von Paul Brandenburg an die Wand hinter dem Hauptaltar, das sich inzwischen an der Giebelwand nahe dem Haupteingang befindet. Auf der Empore an dieser Giebelwand wurde im Jahr 2003 eine neue Orgel installiert, welche die aus kriegsgeschädigten Teilen zusammengesetzte Orgel von 1951 ersetzte.
Im südlichen Seitenschiff über dem Marienaltar hängt ein Gemälde der Gottesmutter mit dem Jesuskind. Diese Kopie nach einem Bild, das sich in Rom in der Kirche Santa Maria del Popolo befindet, hat keinen hohen künstlerischen Wert.

### Anna selbdritt
Die St. Annen-Kirche hat zwei Bildwerke über Anna selbdritt, eine hölzerne Skulptur im Innern und das im Zwickel zwischen den beiden Portalbögen angebrachte Relief, das zur Bauzeit der Kirche entstanden ist. Es zeigt eine stehende Anna, auf dem linken Arm der kindliche Jesus, zu ihrer Rechten kniet Maria. Das Relief schließt ab in einem Baldachin mit fünf wappenartig stilisierten Rosen am Fries unterhalb der Dachtraufe. Die künstlerische Darstellung entspricht dem Jugendstil.
Auch die Skulptur der Anna selbdritt, die heute im Bereich des Mittelschiffes an einem Pfeiler der Arkade steht, stammt bereits aus dem Jahre 1936. Sie wurde vom Herrgottschnitzer Johannes Lotter geschaffen, von dem auch die Figur des heiligen Antonius stammt.

### Großes Mosaik
Hinter dem Hochaltar wurde 1995 ein großes Mosaik über fast die ganze Wandfläche eingelegt. Es handelt sich bei dieser Arbeit um eine Kopie des Mosaiks in der Apsis der Kirche San Clemente in Rom. Das Mosaik war ursprünglich in den 1930er Jahren von der Firma Puhl & Wagner für ein Krankenhaus in Karlshorst geschaffen worden. Dort wurde es nie angebracht und lagerte lange in Kisten, bis es in den 1960er Jahren in einer Krankenhauskapelle in Lankwitz einen Platz fand. Als diese 1993 abgerissen wurde, erhielt es die St.-Annen-Gemeinde als Geschenk. Die ca. 1,6 Millionen Steine wurden in zweijähriger Arbeit zusammengefügt.